# Shenandoah (Pennsilvània)
Shenandoah és una població dels Estats Units a l'estat de Pennsilvània. Segons el cens del 2000 tenia 5.624 habitants.

## Demografia
Segons el cens del 2000, Shenandoah tenia 5.624 habitants, 2.649 habitatges, i 1.380 famílies. La densitat de població era de 1.428,6 habitants per quilòmetre quadrat.
Dels 2.649 habitatges en un 20% hi vivien nens de menys de 18 anys, en un 32,5% hi vivien parelles casades, en un 13,5% dones solteres, i en un 47,9% no eren unitats familiars. En el 42,9% dels habitatges hi vivien persones soles el 26% de les quals corresponia a persones de 65 anys o més que vivien soles. El nombre mitjà de persones vivint en cada habitatge era de 2,07 i el nombre mitjà de persones que vivien en cada família era de 2,84.
Per edats la població es repartia de la següent manera: un 19% tenia menys de 18 anys, un 7,5% entre 18 i 24, un 23,3% entre 25 i 44, un 21,8% de 45 a 60 i un 28,5% 65 anys o més.
L'edat mediana era de 45 anys. Per cada 100 dones de 18 o més anys hi havia 80,6 homes.
La renda mediana per habitatge era de 18.714$ i la renda mediana per família de 26.910$. Els homes tenien una renda mediana de 24.289$ mentre que les dones 19.783$. La renda per capita de la població era de 12.562$. Entorn del 16,2% de les famílies i el 20,1% de la població estaven per davall del llindar de pobresa.

## Poblacions més properes
El següent diagrama mostra les poblacions més properes.